# Mineralokortykoidy
Mineralokortykosteroidy (mineralokortykoidy) – hormony wytwarzane w organizmie człowieka przez warstwę kłębkowatą kory nadnerczy. Wpływają na nieorganiczną przemianę materii.
Głównym przedstawicielem mineralokortykosteroidów jest aldosteron. Jego najważniejsze działanie to zatrzymywanie jonów sodowych (Na+) w ustroju i dokomórkowy napływ jonów potasu (K+) oraz wtórne zatrzymanie wody w ustroju. Hormon ten wchodzi w skład układu hormonalnego RAA tzn. renina-angiotensyna-aldosteron.

## Funkcje
- przywrócenie objętości płynów zewnątrzkomórkowych (głównie śródnaczyniowych),
- wyrównanie stosunku Na+/K+,
- przywrócenie równowagi elektrolitowej.

## Działanie
- kanaliki nerkowe: wzrost wchłaniania zwrotnego Na+ i wydzielania K+,
- gruczoły potowe, ślinowe, nabłonek jelitowy: wzrost wchłaniania Na+,
- wzrost objętości płynu zewnątrzkomórkowego, co skutkuje zwiększoną objętością wyrzutową serca i podwyższeniem ciśnienia krwi.

## Wydzielanie aldosteronu pobudzają
- wzrost stężenia angiotensyny II i III we krwi,
- wzrost stężenia jonów potasowych i spadek Na+ we krwi,
- spadek objętości krwi krążącej lub płynu zewnątrzkomórkowego,
- duży wzrost wydzielania ACTH przez przysadkę.

Mniejszą rolę odgrywają prostaglandyny, estrogeny czy pobudzenie receptorów beta-adrenergicznych.
Pośrednio na wydzielanie aldosteronu wpływają: ACTH (tylko w dużych ilościach – wstrząs, podanie i.v.), ANP, BNP i CNP.
Dobowe wydzielanie tego hormonu waha się w granicach 138,5-692,5 nmol/dobę (50-250 μg/dobę). Stężenie w surowicy wynosi 55-415 pmol/l (2-15 ng/100 ml). Jest wydalany z moczem w formie niezmienionej w tempie 14-27 nmol/dobę (5-10 μg/dobę).
Oprócz aldosteronu do tej grupy zalicza się deoksykortykosteron (DOC), 18-hydroksy-DOC i kortykosteron. Jednak sam aldosteron ma 95% aktywności mineralokortykosteroidowej.
Zwrotnemu wchłanianiu Na+ towarzyszy wydzielanie H+, co prowadzić może do alkalozy. Niedobór aldosteronu powoduje natomiast spadek wchłaniania Na+, a w konsekwencji kwasicę.
Puromycyna i aktynomycyna blokując metabolizm RNA blokują wpływ aldosteronu na transport Na+.
Brak mineralokortykosteroidów powoduje zgon w ciągu 3-5 dni w wyniku utraty z moczem Na+ i Cl- przy nadmiernym stężeniu K+.